# Lengua viva
Un idioma vivo o lengua viva es el nombre que reciben, en lingüística, todas las lenguas que cuentan con hablantes nativos y,  por consiguiente, están sujetas potencialmente al cambio lingüístico, a diferencia de las lenguas clásicas, que se basan en formas recogidas por una tradición anterior y que, por más que puedan tener una comunidad de hablantes o sean usadas para comunicarse, nadie las aprende como lengua materna, ni experimentan cambio lingüístico, ya que todos sus hablantes tratan de reproducir una forma normalizada preexistente sin innovar nuevas construcciones.
En la actualidad, se estima que el número de idiomas vivos ronda las 6000 y parece claro que, en el siglo XV, antes del inicio de la colonización europea, existía un número todavía mayor. El concepto de «lengua viva» se contrapone no solo al de «lengua clásica», sino también al de «lengua muerta», es decir, aquella que ha perdido la totalidad de sus hablantes.
- Datos: Q1288568